# Kontraadmiral (ZDA)
Kontraadmiral je čin, ki se ga uporablja v štirih Uniformiranih službah ZDA (Vojna mornarica ZDA, Obalna straža ZDA, Častniški korpus javne zdravstvene službe ZDA in Častniški korpus Nacionalne oceanske in atmosferske administracije ZDA) in ima dve stopnji.

## Kontraadmiral (spodnja polovica)
Kontraadmiral (spodnja polovica) (izvirno angleško Rear admiral (lower half); kratica RDML) je enozvezdni
zastavni častnik s plačilnim razredom O-7. Čin je nadrejen kapitanu in podrejen 
kontraadmiralu (zgornja polovica). Čin je enakovreden činu brigadnemu generalu v drugih Uniformiranih službah ZDA.
- Zvezda in naramenske oznake enozvezdnega admirala Vojne mornarice ZDA
- Zvezdi in naramenske oznake enozvezdnega admirala Obalne straže ZDA

## Kontraadmiral (zgornja polovica)
Kontraadmiral (zgornja polovica) (izvirno angleško Rear admiral (upper half); kratica RADM) je dvozvezdni
zastavni časnik s plačilnim razredom O-8. Čin je nadrejen kontraadmiralu (spodnja polovica) in podrejen viceadmiralu. Čin je enakovreden činu generalmajorja v drugih Uniformiranih službah ZDA.
- Zvezda in naramenske oznake dvozvezdnega admirala Vojne mornarice ZDA
- Zvezdi in naramenske oznake dvozvezdnega admirala Obalne straže ZDA

## Zgodovina
Leta1981 je Pub.L. 97-86 razširil čin komodorja iz naziva v uradno stalno stopnjo, tako da so ustanovili enozvezdni čin admiral-komodorja. Po komaj 11 mesecih so čin vrnili nazaj na komodorja, toda obdržal je oznako ene zvezde. Nato je leta 1985 Pub.L. 99-145 preimenoval čin komodorja v današnji čin kontraadmirala (spodnja polovica). Do leta 1981 so vsi kontraadmirali nosili dve zvezdi kot oznaki svojega položaja. Toda s to spremembo je kontraadmirale (spodnja polovica) označevala ena zvezda, kontraadmirale (zgornja polovica) pa dve zvezdi. V pogovorih se za obe stopnji uporablja le naziv kontraadmiral, medtem ko se v pisnih dokumentih za kontraadmiralom doda še kratico (LH) oz. (UH) (spodnja oz. zgornja polovica). Trenutno se za oba čina uporabljata naslednji kratici: RDML (ena zvezda) in RADM (dve zvezdi). Predhodno se je za zgornjo polovico uporabljala kratica RAUH, a so se nato vse štiri službe poenotile na RADM. 
Zastava za kontraadmirale ima eno oz. dve zvezdi (usmerjeni navzgor) na modrem polju.
Opomba: 10 U.S.C. § 5501 uradno uvršča dvozvezdne admirale kot kontraadmirale in ne kot kontraadmirale (zgornja polovica). Toda vse štiri službe uradno navajajo enozvezdne admirale kot kontraadmirale (spodnja polovica), da razločijo obe stopnji..

## Omejitve števila
Pravni zakonik ZDA izrecno omejuje skupno število zastavnih častnikov, ki so lahko na aktivni službi naenkrat. Skupno število zastavnih častnikov za Vojno mornarico ZDA je tako omejeno na 216. Nekatera mesta so rezervirana oz. pogojena s položajem (npr. Deputy Judge Advocate General; Assistant Judge Advocates General je kontraadmiral (zgornja polovica) v Vojni mornarici ZDA; v Obalni straži je Glavni medicinski častnik  je tudi kontraadmiral (zgornja polovica); v javni zdravstveni službi pa je lahko največ polovica vseh pomočnikov generalnega kirurga kontraadmiralov (spodnja polovica) in ne več kot polovica kontraadmiralov (zgornja polovica). Častniki, ki so postavljeni na določene obveščevalne položaje, niso vključeni v to kvoto.

## Tradicija
V Vojni mornarici ZDA je tradicija, da ko je častnik izbran ali povišan v zastavni čin, da mu vsi trenutni zastavni častniki napišejo pohvalno pismo.

## Upokojitev
V Pravnem zakoniku ZDA je omejeno, koliko časa lahko zastavni častniki imajo določen čin. Vsi kontraadmirali se morajo upokojiti po petih letih od napredovanja ali po 35 letih služenja (kar pride kasneje), razen če je bil izbran oz. imenovan za napredovanje ali bil ponovno imenovan za kontraadmirala, da bi lahko služil še naprej V nasprotnem primeru pa se morajo vsi zastavni častniki upokojiti v mesecu, ko dopolnijo 64. let. Toda sekretar za obrambo ZDA lahko častnikovo upokojitev zadrži do častnikovega 66. rojstnega dne in predsednik lahko to stori do 68. rojstnega dne. Po navadi pa se zastavni častniki upokojijo že pred temi omejitvami, saj nočejo zavirati napredovanja mlajših častnikov.